# Sineugraphe longipennis
Sineugraphe longipennis là một loài bướm đêm trong họ Noctuidae.